# Scouting

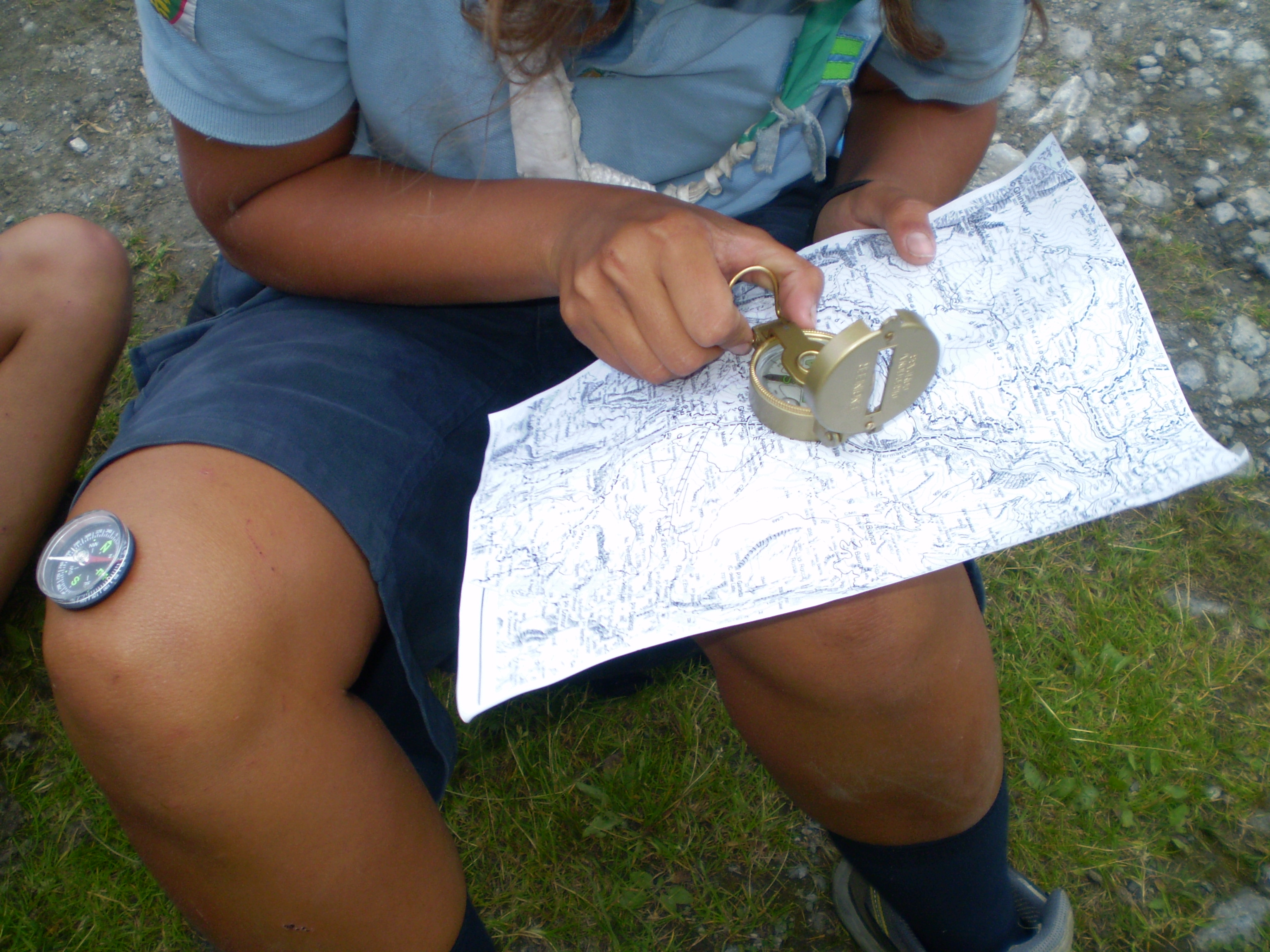
Una guida impegnata in una prova di topografia

Scouting è il termine usato per coprire una varietà di conoscenze relative alla vita all'aperto, all'esplorazione e le competenze richieste da parte di persone che cercano di avventurarsi in aperta campagna e sostenersi autonomamente.

## Descrizione
I bambini, i ragazzi, e  i giovani imparano facendo, privilegiando l'esperienza attraverso l'esercizio continuo dell'osservazione, della deduzione e dell'azione. Questo atteggiamento si realizza prevalentemente attraverso l'acquisizione di abilità e di tecniche scout.
Il termine fu introdotto dal fondatore del movimento scout Robert Baden-Powell per riferirsi all'arte dell'uomo dei boschi e degli esploratori delle terre selvagge, ed è il nome con cui viene chiamato in generale il movimento scout. In italiano il termine può essere tradotto parlando di "tecniche scout".
Le tecniche a cui ci si riferisce parlando genericamente di scouting sono:
- Pionieristica o campismo: tecnica che permette di adattare spazi naturali alle esigenze della vita quotidiana, usando quello che la natura fornisce.
- Froissartage: tecnica di costruzione senza chiodi, viti o legature.
- Cucina trapper: tecnica per cucinare in assenza di qualunque utensile da cucina.
- Orienteering: tecnica di orientamento con e senza bussola.
- Meteorologia: previsione del tempo per essere preparati.
- Naturalismo: conoscenza della natura intellettivamente e dal punto di vista utilitaristico.